# Golinhac
Golinhac (en occità Golinhac) és un municipi francès situat al departament de l'Avairon i a la regió d'Occitània.

## Demografia
| 1962                                       | 1968 | 1975 | 1982 | 1990 | 1999 |
| ------------------------------------------ | ---- | ---- | ---- | ---- | ---- |
| 523                                        | 532  | 475  | 472  | 458  | 392  |
| Des de 1962: població sense dobles comptes |      |      |      |      |      |

## Administració
| Període | Identitat   | Partit        |
| ------- | ----------- | ------------- |
| 2008-   | Didier Eche | Divers droite |